# Franz-Eduard-Matras-Haus

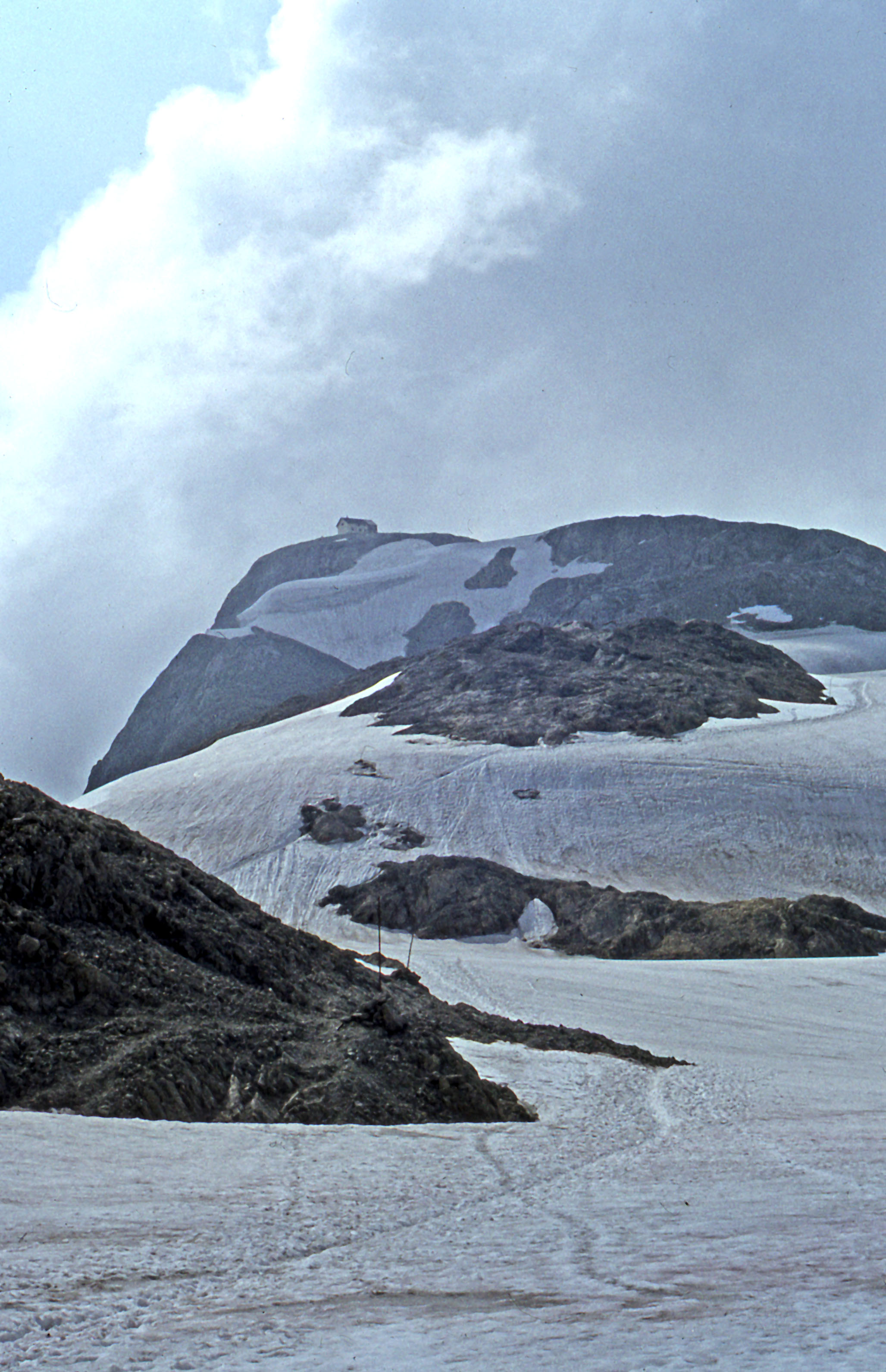
Das alte Matrashaus am Gipfel des Hochkönigs (1977)

Das Franz-Eduard-Matras-Haus (meist kurz Matrashaus) ist eine Schutzhütte des Österreichischen Touristenklubs auf dem Gipfel des 2941 m ü. A. hohen Hochkönigs im österreichischen Teil der Berchtesgadener Alpen. Somit zählt das Schutzhaus zu den höchstgelegenen Hütten in den Ostalpen mit einem überwältigenden Panorama bei schönem Wetter. Es ist nicht nur Ziel, sondern auch wichtiger Stützpunkt vieler Bergsteiger, denn auf den Hochkönig führen von allen Seiten sehr lange und anstrengende Wege, die alle gute Kondition und alpine Erfahrung erfordern.

## Geschichte
Die erste Hütte auf dem Hochkönig errichteten 1865 Mitterberger Knappen. Treibende Kraft war der damalige Verwalter der Gewerkschaft, Johann Pirchl. Im März 1894 wurde dem Österreichischen Touristenklub die Genehmigung zum Bau eines Schutzhauses erteilt. Es musste allerdings den Namen Kaiser-Jubiläums-Schutzhaus tragen. Am 15. August 1898 wurde das Schutzhaus eröffnet. Der Bau kostete 17.900 Gulden und bot bis zu 25 Personen eine Unterkunft. Franz Eduard Matras rettete das Haus, das auf Geheiß des Thronfolgers Franz Ferdinand von Österreich-Este abgetragen werden sollte, nachdem der Beamte Joseph Szombathy zurücktrat. Matras sprach beim Kaiser vor und fand Gehör. Aus diesem Grund wurde die Hochkönig-Schutzhütte 1932 auf seinen Namen Franz Eduard Matras benannt. Am 4. Mai 1982 brannte das Haus bis auf die Grundmauern nieder. Das Feuer wurde zwar entdeckt und auch bekämpft, letztendlich war der Kampf aber aussichtslos und wurde eingestellt. Vorübergehend stellte man eine provisorische Baracke auf und begann anschließend zügig mit der Errichtung eines Neubaus, der bereits am 1. September 1985 eröffnet werden konnte.
Technische Transportmittel bestehen nicht; etwa 10 Tonnen im Jahr müssen per Hubschrauber geliefert werden, etwa alle vier Wochen eine Teilmenge. Brauchwasser wird vor Ort erzeugt, genauso Strom.

## Zugänge
- Vom Arthurhaus (1500 m, Parkplatz, bei Mühlbach am Hochkönig) über Mitterfeldalm, Ochsenkar, Schweizertafel und Übergossene Alm, Normalweg, markiert und teilweise gesichert, Gehzeit: 5–6 Stunden.
- Vom Birgkarhaus am Dientner Sattel (1380 m, Parkplatz, bei Dienten) durch das Birgkar, markiert und teilweise gesichert, Kletterei im Schwierigkeit I–II nach UIAA, Gehzeit: 4–5 Stunden.
- Von Hinterthal (1030 m, Parkplatz, bei Maria Alm) über Bertgenhütte, Teufelslöcher und Übergossene Alm, markiert und teilweise gesichert, Klettereien im Schwierigkeit I–II nach UIAA, Gehzeit: 6–7 Stunden.
- Von der Dielalm (1020 m, Parkplatz, bei Werfen) über Ostpreußenhütte, Steingrube und Übergossene Alm, markiert, leichtester und längster Weg, Gehzeit: 7–8 Stunden.

## Übergänge
Sämtliche Übergänge sind vom Matrashaus aus im Abstieg zu bewältigen.
- Mitterfeldalm und Arthurhaus über Ochsenkar, mittel, Gehzeit: 4 Stunden.
- Ostpreußenhütte über Übergossene Alm, leicht, Gehzeit: 4½ Stunden.
- Bertgenhütte über Übergossene Alm und Teufelslöcher, schwierig, Gehzeit: 3½ Stunden.
- Eckberthütte über Herzogsteig, Torscharte und Bohlensteig, schwierig, Gehzeit: 5 Stunden.
- Riemannhaus entlang des Nordalpenwegs über Herzogsteig, Torscharte, Brandhorn, Wildalmkirchl-Biwak und Steinernes Meer, Gehzeit: 8 Stunden.

## Gipfelbesteigungen
- Hochseiler (2795 m) über Teufelslöcher, schwierig, teilweise gesichert, Gehzeit: 2 Stunden.
- Lammkopf (2845 m) über Übergossene Alm, mittel, nicht markiert oder gesichert, Gehzeit: 1 Stunde.
- Bratschenköpfe, Kematstein, Floßkogel, Torsäule usw. sind weitgehend weglos erreichbar.